# NCC
NCC AB (forkortelse for Nordic Construction Company) er en svensk bygge- og anlægsvirksomhed, der har aktiviteter i hele Norden. 
NCC er Nordens største entreprenørvirksomhed og har en omsætning på 45,5 mia. kr. (2014) og beskæftiger cirka 18.000 ansatte.
Selskabet blev grundlagt i 1988 gennem en sammenlægning af Johnson Construction Company AB og Armerad Betong Vägförbättringar AB. Den største ejer er familieforetagendet Nordstjernan AB, der blev etableret allerede i 1890 af Axel Johnson.

## Danmark
NCC's etablerede sig i Danmark i 1996 med opkøb af den danske entreprenørvirksomhed Rasmussen & Schiøtz a/s, og opkøbte i de følgende par år blandt andet Armton og Superfos Construction.
De danske datterselskaber NCC Danmark, NCC Industry, NCC Property Development A/S og NCC Bolig A/S tegner sig for 10 procent af omsætningen og har 2.200 ansatte.